# Комаровичи (Львовская область)
Комаровичи (укр. Комаровичі) — село в Добромильской городской общине Самборского района Львовской области Украины.
Население по переписи 2001 года составляло 350 человек. Занимает площадь 0,82 км². Почтовый индекс — 82022. Телефонный код — 3238.